# Острів Монахинь
Острів Монахинь (фр. île des Sœurs, читається як Іль-де-Сер) — острів на річці Св. Лаврентія, розташований на сході від острова Монреаль. Частина архіпелагу Ошлага.
Острів — частина кварталу Вердан (Verdun) міста Монреаль провінції Квебек (Канада). Нині — це один з престижних районів міста.
З'єднаний із Монреалем мостом Шамплен.

## Історія
Спершу острів було названо Сен-Поль (фр. île Saint-Paul), на честь Поля де Мезоннева, засновника Монреалю. Монахині з Ордену Нотр-Дам (фр. Congrégation de Notre-Dame) придбали частину острова у 1706, і решту — у 1769 році. Монахині (Soeurs) займалися тут сільським господарством упродовж 250 років. Звідси й назва острова. 
Орден Нотр-Дам продав острів лише у 1956 році. Тепер це — один з престижних районів міста Монреаль.